# Real Cruz Vermelha
A Real Cruz Vermelha (em inglês: Royal Red Cross) é uma condecoração militar concedida no Reino Unido e na Commonwealth por excepcionais serviços prestados na enfermagem militar.
A condecoração foi criada em 27 de abril de 1883 pela rainha Vitória, com a classe única de membro. Uma classe inferior, de associado, foi adicionada durante a Primeira Guerra Mundial, em 1917.
A Real Cruz Vermelha é concedida aos enfermeiros plenamente capacitados por instituições civis ou militares oficialmente reconhecidas que tenham demonstrado dedicação excepcional e competência no exercício de suas funções durante um longo e contínuo período ou que tenha realizado algum ato excepcional de bravura e dedicação em seu posto. Até 1976, esta condecoração era conferida exclusivamente a mulheres, independentemente do posto. Os titulares da segunda classe que recebem mais uma outorga são promovidos para a primeira classe, embora uma outorga inicial também possa ser feita na primeira classe. Os titulares da primeira classe com mais uma outorga recebem uma barreta.
Os dignatários da Real Cruz Vermelha tem direito de usar as iniciais pós-nominais "RRC" ou "ARRC" para membros e associados, respectivamente.

## Descrição
- O distintivo para membros (RRC) tem formato de uma cruz dourada com cerca de 3,5 centímetros de largura; o anverso é esmaltado em vermelho com um medalhão circular central contendo a efígie do monarca reinante. As palavras "Fé", "Esperança" e "Caridade" são inscritos nos braços superiores da cruz, com o ano de "1883" no braço inferior. O reverso é plano, exceto por um medalhão circular contendo o monograma do monarca reinante.
- O distintivo para associados (ARRC) tem formato de uma cruz prateada com cerca de 3,5 centímetros de largura; o reverso é esmaltado em vermelho (com largas margens de prata em torno do esmalte) com um medalhão circular central contendo a efígie do monarca reinante. As palavras "Fé", "Esperança" e "Caridade" são inscritos nos braços superiores da cruz, com o ano de "1883" no braço inferior.
- A fita de ambas as classes é azul escuro com listras vermelhas nas margens.
- Em reconhecimento à excepcional dedicação e competência no desempenho das funções ou algum ato excepcional de bravura e dedicação no posto pode acrescentar uma barreta ao distintivo dos membros. Essa barreta é feita de esmalte vermelho e fica unida à cruz. Uma roseta é usada sobre a fita para denotar a barreta do membro.